# Yanick Brecher
Yanick Brecher (sinh ngày 25 tháng 5 năm 1993) là một cầu thủ bóng đá người Thụy Sĩ hiện tại thi đấu ở vị trí thủ môn cho FC Zürich.